# Bergsmanshemman

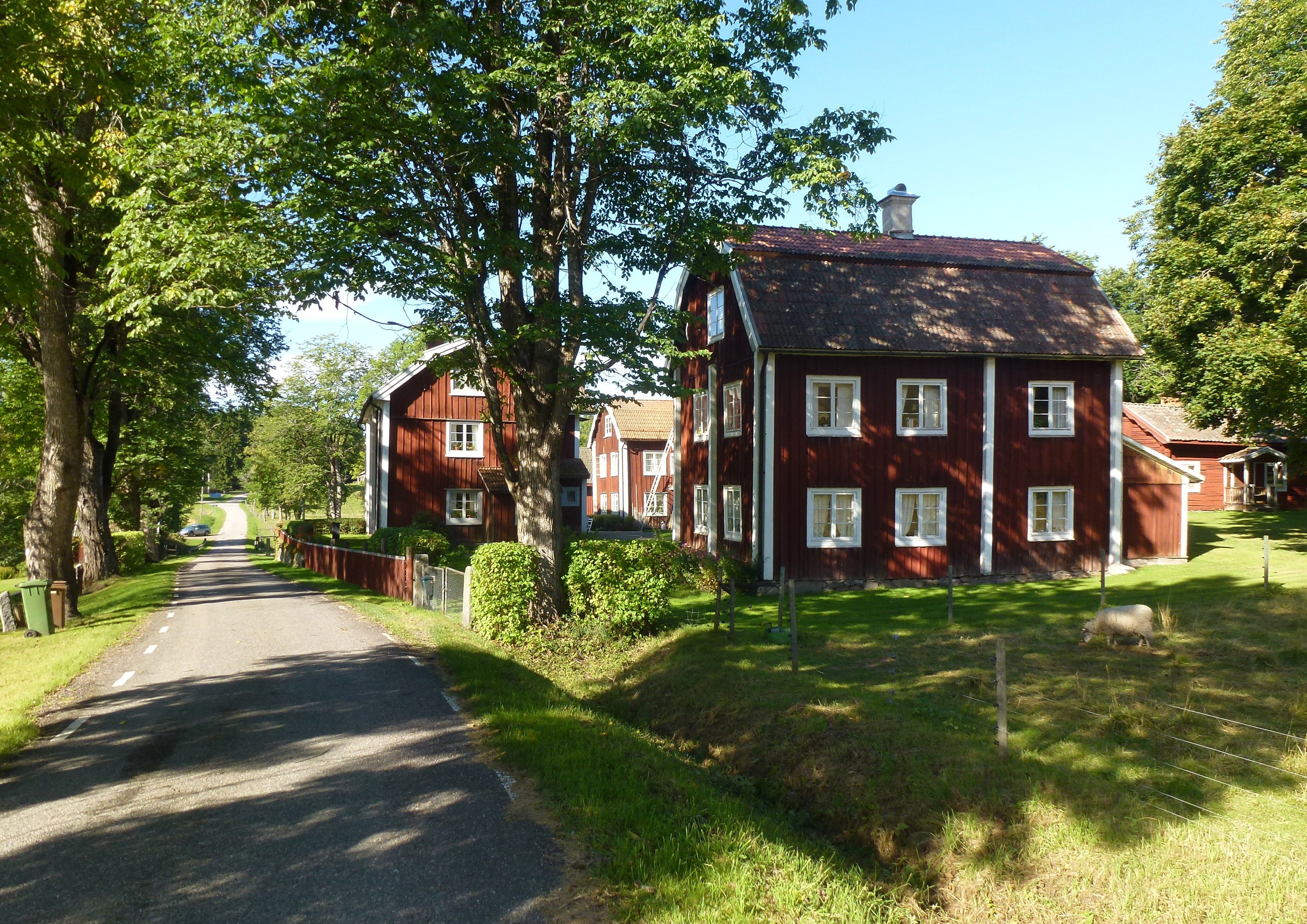
Bråfors bergsmansby i Norbergs kommun.

Bergsmanshemman var ett skatte- eller kronohemman inom ett bergslag (tackjärnsbergslag) som före kungl. förordning 20 september 1859 hade till skyldighet att bedriva hyttbruk och använda sina skogar till kolning. En innehavare av ett bergsmanshemman kallades bergsman och var mot erläggande av tiondejärn fritagen från rotering och vissa andra statliga pålagor.